# Żuków (Sochaczew)
Pour les articles homonymes, voir Żuków.
Żuków [ˈʐukuf] est un village polonais de la gmina de Sochaczew dans le powiat de Sochaczew et dans la voïvodie de Mazovie.
Il est situé approximativement à 3 kilomètres au nord de Sochaczew et à 52 kilomètres à l'ouest de Varsovie.
Le village a une population d'environ 550 habitants (2006).